# Bhopal (district)
Bhopal is een district van de Indiase staat Madhya Pradesh. Het district telt 1.836.784 inwoners (2001) en heeft een oppervlakte van 2772 km².
Hoofdstad: Bhopal
Districten: